# Guillermo Marino
Guillermo Andrés Marino (* 2. Februar 1981 in Los Surgentes) ist ein ehemaliger argentinischer Fußballspieler. Der vielseitig im Mittelfeld einsetzbare Marino gewann einmal die Copa Libertadores und zwei Mal die Copa Sudamericana. Zudem wurde er sechs Mal nationaler Meister.

## Karriere
Guillermo Marino begann in seiner Heimatstadt beim CA San Carlos und wechselte im Alter von 16 Jahren in die Jugend der Newell’s Old Boys, wo er im Jahr 2000 in der Profimannschaft debütierte. Mit den Old Boys gewann er die Meisterschaft der Apertura 2004, jedoch gab es anschließend Vertragsstreitigkeiten, die in seinem Wechsel zu den Boca Juniors mündeten. Bei Boca gewann Marino zahlreiche Titel, darunter die Meisterschaften der Apertura 2005 und Clausura 2006 sowie Copa Sudamericana 2005. Größter Erfolg war der Gewinn der Copa Libertadores 2007. Allerdings wurde er immer wieder von Verletzungen zurückgeworfen und von 2007 bis 2009 an den mexikanischen Verein UANL Tigres verliehen. Nach seiner Rückkehr zu Boca bestritt er noch ein Spiel für Boca, in dem er zwei Tore erzielte, danach aber nicht mehr in den Kader berufen wurde. Im August 2010 unterschrieb Marino nach Ablauf seines Vertrages bei Boca einen neuen Vertrag bei Universidad de Chile. Bei La U war er Teil der sehr erfolgreichen Mannschaft Anfang der 2010er Jahre. Sie gewann die Meisterschaften der Apertura sowie Clausura 2011 und der Apertura 2012. Dazu kommt der Gewinn der Copa Chile 2013. International konnte Marino mit dem Universitätsklub erstmals für einen chilenischen Verein 2011 die Copa Sudamericana gewinnen.
Nach seinem Weggang von Universidad de Chile war er ein Jahr lang nicht im Profigeschäft aktiv und erlitt in dieser Zeit einen Autounfall. Er verhandelte mit verschiedenen Vereinen und kehrte schließlich im Juli 2014 auf den Rasen zurück, als er bei den Boca Unidos in der Primera Nacional B unterschrieb. Da die Boca Unidos den Aufstieg verpassten, verliehen sie Marino an den Erstligisten Atlético de Rafaela, wo er sein Debüt im März 2015 gegen die Boca Juniors gab. Nach dieser Saison beendete er seine Karriere.

## Erfolge
Newell’s Old Boys
- Argentinischer Meister: 2004/05-A

Boca Juniors
- Argentinischer Meister: 2005/06-A, 2005/06-C
- Copa-Sudamericana-Sieger: 2005
- Copa-Libertadores-Sieger: 2007
- Recopa-Sudamericana-Sieger: 2005, 2006

Universidad de Chile
- Chilenischer Meister: 2011-A, 2011-C, 2012-A
- Chilenischer Pokalsieger: 2013
- Copa-Sudamericana-Sieger: 2011